# Кирджали
«Кирджали́» — повесть русского писателя Александра Сергеевича Пушкина, написана предположительно в октябре—ноябре 1834 года и опубликована в декабрьском номере «Библиотеки для чтения» того же года.

## История создания
О Кирджали Пушкин впервые услышал, когда жил в Кишинёве (1823). Ему об этом рассказал М. И. Лекс, служивший с ним в канцелярии. Изначально Пушкин хотел использовать образ Кирджали в стихотворном наброске «Чиновник и поэт», в 1828 году Пушкин задумал поэму «Кирджали» («В степях зелёных Буджака»). Автор вернулся к теме, когда тот же Лекс в 1833-1834 годах рассказал ему историю побега Кирджали. Повесть Пушкина оканчивается побегом Кирджали — ему не было известно, что Кирджали снова поймали и повесили в Яссах 24 сентября 1834 года.

## Сюжет
Автор от своего имени рассказывает об услышанном им о Кирджали. Кирджали, болгарин по национальности, был известным на всю Молдавию разбойником. Он вступил в отряд генерала Ипсиланти и участвовал в его составе в битве под Скулянами. После отступления был арестован русскими и выдан туркам. Его поместили в тюрьму в Яссах, однако Кирджали, проявив хитрость и смелость, сумел сбежать, после чего продолжил разбойничать близ Ясс.

## Интересные факты
- В повести автор говорит, что настоящее имя Кирджали ему неизвестно. Согласно некоторым архивным данным, настоящее имя Кирджали — Георгий.
- В повести дата выдачи Кирджали туркам — сентябрь 1821 года, в действительности это произошло в феврале 1823 года.
- Кирджали (болг. «кърджали», тур. kırcali) — разбойник, который действует в открытом поле.